# Franz Hahn (Ingenieur)

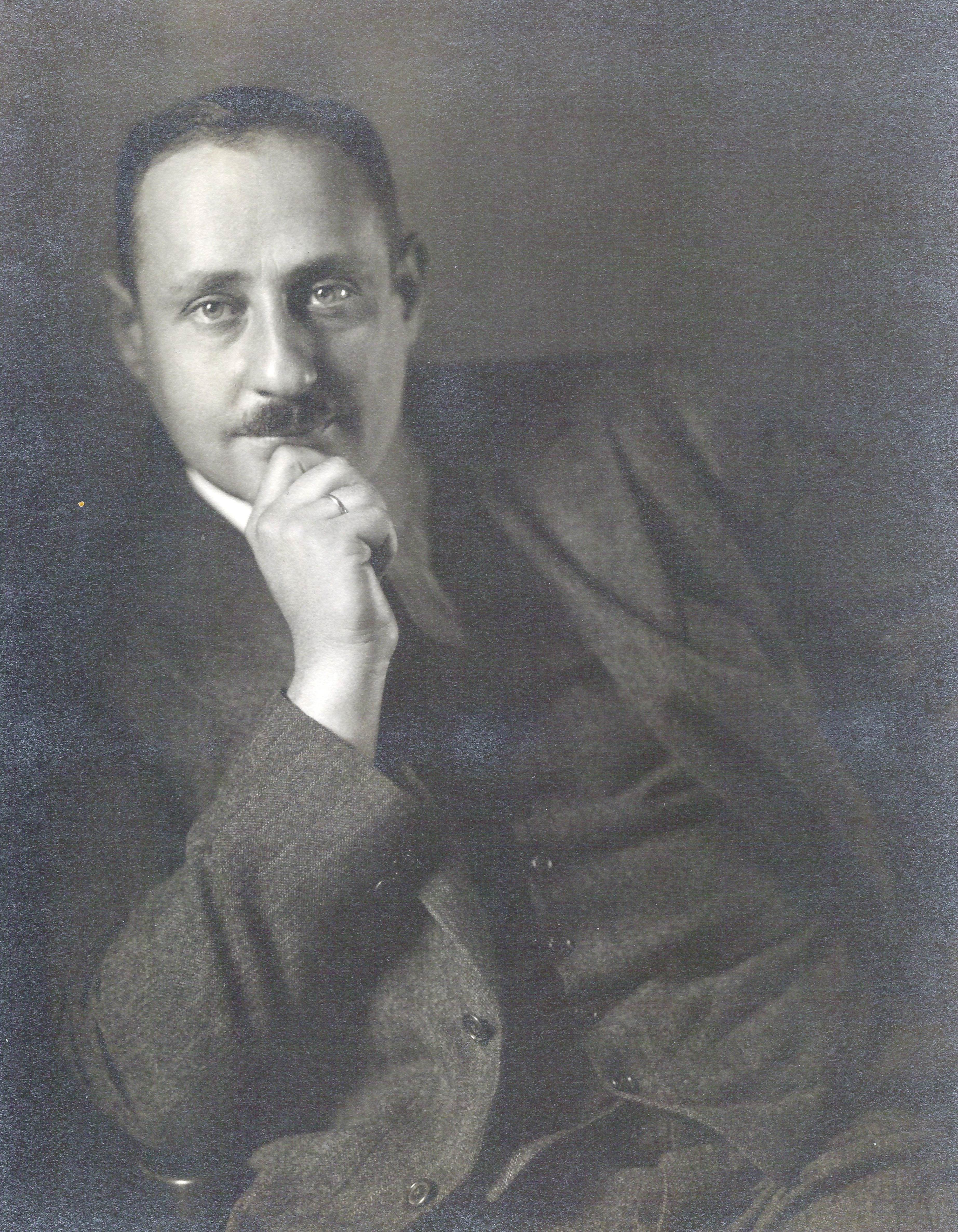
Franz Hahn, Foto um 1930.

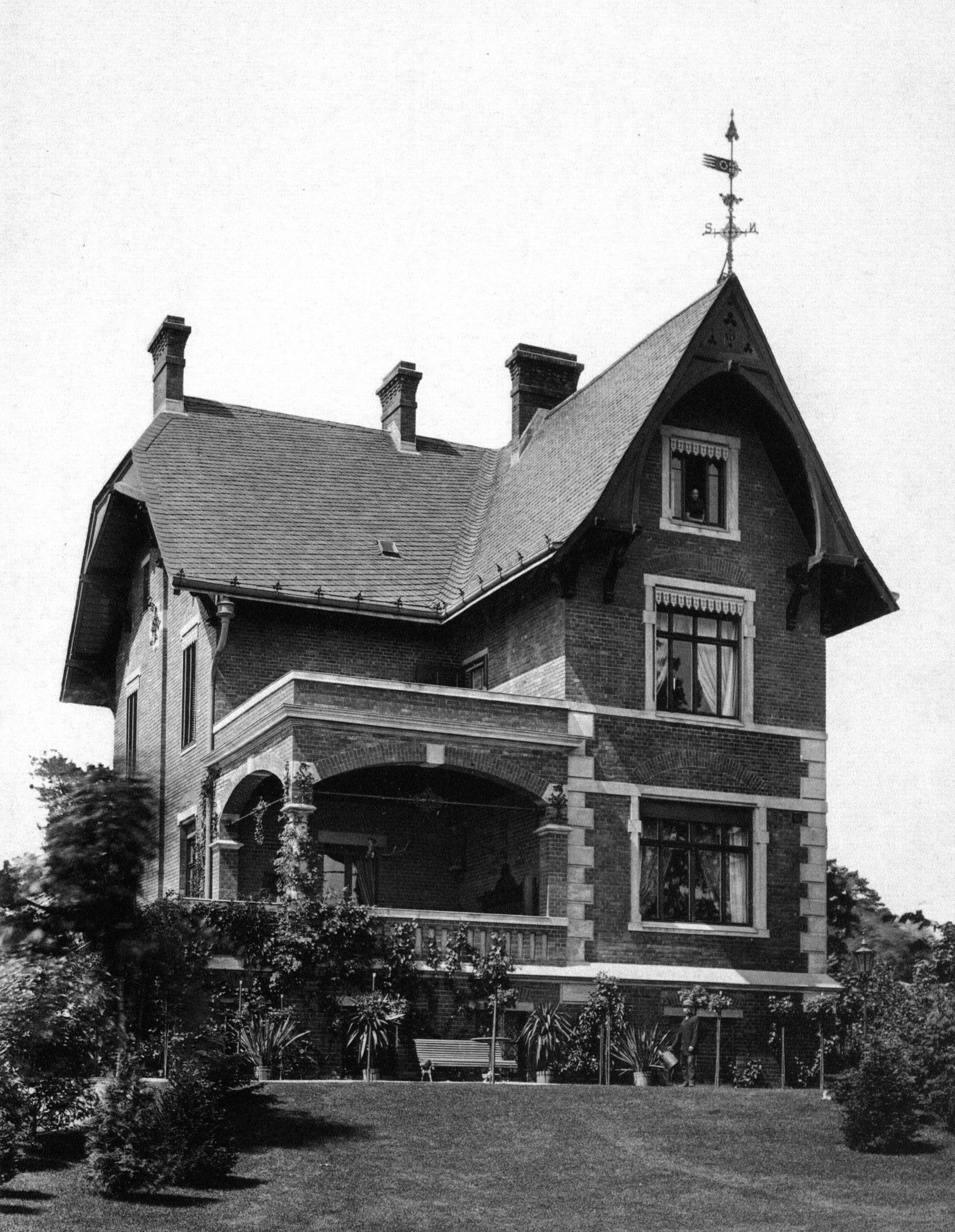
Rudolf Hahns Elternhaus, ursprünglich 1888 für Eduard Puls gebaut

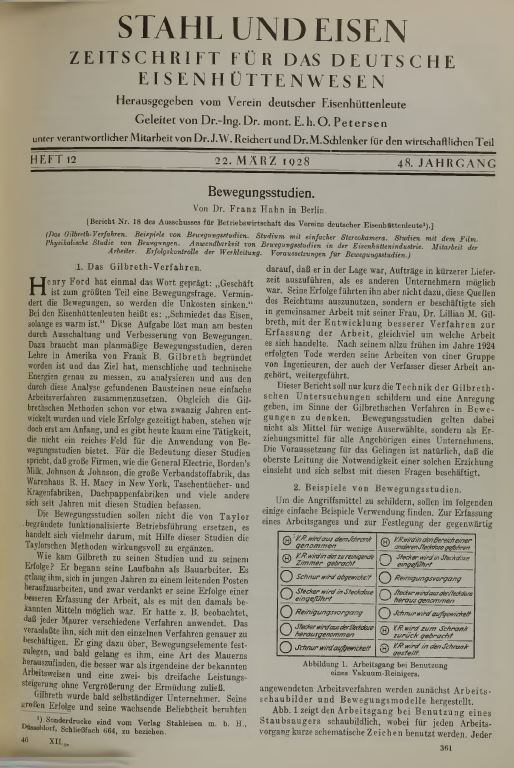
"Bewegungsstudien" von Franz Hahn, Artikel in "Stahl und Eisen" vom 22. März 1928

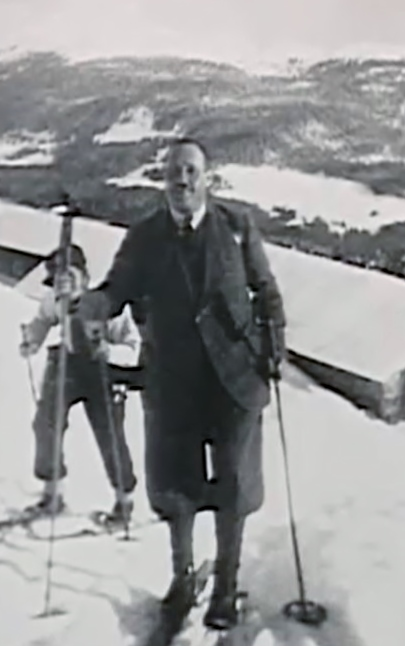
Franz Hahn beim Skilaufen 1931 oder 1932.

Franz Hahn (* 8. Dezember 1891 in Berlin als Georg Franz Theodor Albert Hahn; † 12. Januar 1933 bei Davos) war ein deutscher Beratungsingenieur.

## Elternhaus
Franz Hahns Eltern waren der jüdische Großindustrielle Oskar Hahn (1860–1907) und die aus wohlhabender jüdischer Familie stammende Charlotte Hahn, geborene Landau (1865–1934). Sein Großvater war Albert Hahn (1824–1898), der die Stahl- und Walzwerke Hahnsche Werke AG gegründet hatte. Franz wuchs mit seinen Brüdern Kurt Hahn und Rudolf Hahn in Berlin-Wannsee auf. Das Haus der Familie mit der Adresse „Bergstraße 2“ in der Colonie Alsen am linken Wannseeufer hatte der Vater Oskar Hahn 1898 von dem Berliner Schlosser und Kunstschmied Eduard Puls erworben.

## Jugend und Ausbildung
Franz war ein begeisterter Sportler, seine besondere Vorliebe galt dem Skilaufen. Nach dem Abitur studierte er Philosophie und Ingenieurwissenschaften und wurde als Dr. phil. promoviert.

## Heirat und eigene Familie
Am 11. September 1920 heiratete Franz Hahn auf der Pfaueninsel im Südwesten von Berlin Beate Jastrow, die Tochter des Historikers und Sozialpolitikers Ignaz Jastrow (1856–1937) und der Lehrerin Anna Seligmann Jastrow (1858–1943). Beide Brautleute stammten aus jüdischen Familien. Seine Frau Beate war eine ausgebildete Gärtnerin, die sich schon vor der Hochzeit mit Gartenpädagogik beschäftigte. Aus der Ehe gingen drei Töchter hervor:
- Anna Elisabeth Cornelia Miriam Hahn (1921 Mülheim/Ruhr – 2021 Vancouver, Canada)
- Marianne Dorothea Bettina Hahn (1923 Düsseldorf – 1939 Altefeld, Werra-Meißner-Kreis)
- Charlotte Anna Eveline Hahn (1926 Düsseldorf – 2011 Ossining, Westchester County, N.Y.)

## Beruflicher Werdegang
Nach der Hochzeit studierten Franz und Beate Hahn zunächst ein Semester an der Technischen Hochschule in Aachen. Danach trat Franz in das Familienunternehmen Hahnsche Werke ein. Er arbeitete in den Werken Oberhausen, Mülheim, und Großenbaum. 
Weil er dauerhaft keine führende Rolle im Familienunternehmen wollte (oder sollte?), ging Franz Hahn 1927/28 in die USA, wo er bei der Wirtschaftsingenieurin und Psychologin Lillian Gilbreth die Analyse und Optimierung von Arbeitsprozessen studierte. Nach seiner Rückkehr 1928 veröffentlichte Franz Hahn in der Zeitschrift Stahl und Eisen des Vereins deutscher Eisenhüttenleute unter dem schlichten Titel „Bewegungsstudien“ einen vielbeachteten Artikel, in dem er seine in den USA gewonnenen Erkenntnisse vorstellte. Nach der Rückkehr aus den USA arbeitete Franz Hahn bis zu seinem frühen Tod sehr erfolgreich als selbständiger Beratungsingenieur für Unternehmen im In- und Ausland.

## Wohnorte
Ende 1922 zog Franz Hahn nach Angermund, wo er mit seiner Familie fünf Jahre das Haus Angermund 105 ¼ (später Kalkumer Straße 66, heute Angermunder Straße 66) bewohnte. 
Ende 1927 bezog er mit seiner Familie eine großzügige Villa in Neubabelsberg, Bernhard-Beyer-Straße 3, in der seine Familie bis zur Auswanderung 1938 wohnte.

## Tod
Franz Hahn kam noch vor der Machtergreifung der Nationalsozialisten beim Skilaufen in der Schweiz ums Leben. „Auf dem Wege von Davos nach Arosa verunglückte bei der Abfahrt im Hauptertaeli kurz vor dem Strela-Pass der 41 Jahre alte Dr. phil. Franz Hahn aus Berlin-Neubabelsberg tödlich. Als er über ein Schneebrett fuhr, löste sich dieses aus dem gefrorenen Untergrund und riss den Skifahrer in die Tiefe. Eine Rettungskolonne von Davos und Langwies fand ihn mit gebrochenem Genick 2 ½ Meter tief im Lawinenschnee.“

## Epilog
Franz Hahns Witwe sah sich und die Töchter bald zunehmenden Repressalien der Nationalsozialisten ausgesetzt. Mit der Hilfe von Franz’ Brüdern Kurt und Rudolf konnte Beate Deutschland Ende 1938 verlassen. In den USA setzte sie ihre Tätigkeit als Gartenpädagogin fort.